# Daša
Daša je žensko osebno ime.

## Različice imena
Dašenka, Daši, Daška

## Izvor imena
Ime Daša je tvorjeno z obrazilom  -ša iz skrajšanih ženskih imen, ki se začenjajo  z Da, npr. Danica, Dagmar itd.

## Pogostost imena
Leta 1994 je bilo v Sloveniji po podatkih iz knjige Janeza Kebra 523 nosilk imena Daša. Ostale različice imena, ki so bile še uporabljene: Dašenka (6) in Daška (7).
Po podatkih Statističnega urada Republike Slovenije je bilo na dan 31. decembra 2007 v Sloveniji število ženskih oseb z imenom Daša: 841. Med vsemi ženskimi imeni pa je ime Daša po pogostosti uporabe uvrščeno na 200 mesto.

## Osebni praznik
V koledarju se Daša uvršča k imenom, iz katerih domnevno izhaja, npr. k imenu Danica, ki god praznuje 21. julija, ali pa k imenu Dagmar, ki praznuje 24. maja.